# 블레이크 릿슨
블레이크 릿슨(Blake Ritson, 1978년 1월 14일 ~ )은 잉글랜드의 배우이다.

## 출연 작품
- 다빈치 디몬스 3 (2015)
- 다빈치 디몬스 2 (2014)
- 세레나 (2014)
- 다빈치 디몬스 1 (2013)
- 끝없는 세상 (2012)
- 하이드 파크 온 허드슨 (2012)
- 엠마 (2009)
- 데드 맨 러닝 (2009)
- 러브 헤이트 (2009)
- 갓 온 트라이얼 (2008)
- 맨스필드 파크 (2007)
- AKA (2002)
- 홀리와 마리나 (2001)
- 슈팅 더 패스트 (1999)
- 싸이코 빌리지 (1999)
- 타이투스 (1999)
- 칼과 폴 (1996)